# 쿠로사기 (영화)
《영화 쿠로사기》(일본어: 映画 クロサギ)는 만화 '쿠로사기'를 원작으로, 2006년 TBS에서 인기리에 방영한 텔레비전 드라마 「쿠로사기」의 극장판의 일본 영화이다. 일본에서는 2008년 3월 8일에 개봉되어, 17.1억엔의 흥행수익을 기록했다.

## 등장 인물
- 쿠로사키 : 야마시타 도모히사
- 요시카와 츠라라 : 호리키타 마키
- 시라이시 요이치 : 카토 코지
- 미키모토 : 키시베 시로
- 미사마 유카리 : 이치카와 유이
- 카시나 마사루 : 아이카와 쇼
- 이시가키 토오루 : 타케나카 나오토
- 타야마 료세이 : 모모야마 테츠지
- 타카오 레이지 : 키타무라 유키야
- 오케가와 레이코 : 이이지마 나오코
- 와타누키 : 쇼후쿠테이 츠루베
- 하야세 마키코 : 오쿠누키 카오루
- 아라가와 나미에 : 스기타 카오루 <우정출연>
- 쿠로 료이치 : 스기모토 텟타 <회상장면 등장>
- 키시 : 니시무라 키요타카
- 사사키 쿠라노스케 <우정출연>
- 프로그래머 : 가슈인 타츠야
- 위조 어음 장인 : 미키 커티스
- 오케가와 도오카 : 요시다 리코
- 아나운서 : 히로시게 레이코 (TBS 아나운서)
- 쿠라모토 슌스케 : 이시바시 렌지
- 사쿠라의 아버지 : 미네기시 토오루
- 사쿠라의 어머니: 다이치 마오
- 시미즈 아키히로
- 마츠야마 마미
- 코스다 야스토

## 제작진
- 원작 : 쿠로마루, 나츠하라 타케시
- 감독 : 이시이 야스하루
- 각본 : 시노자키 에리코
- 음악 : 야마시타 코스케
- 제작 프로듀서 : 하마나 카즈야
- 프로듀서 : 이요다 히데노리
- 라인 프로듀서 : 요시다 코지
- 촬영 : 하라다 코지, 모리 테츠
- 조명 : 모리 아키히토
- 녹음 : 아네가와 히데아키
- 영상 : 아라이 히데노리
- 미술 프로듀서 : 나카지마 미츠오
- 미술 디자인 : 나가타 주타로
- 미술 제작 : 다케다 유스케
- 음향 효과 : 토리수이 테츠야
- 편집 : 마츠오 시게키
- 보조 프로듀서 : 칸노 마유미
- 조감독 : 마츠다 레이토
- 제작 담당 : 요코하라 마코토
- 스턴트 코디네이터 : 타부치 케이타
- 자동차 스턴트 : 슈퍼 드라이 버즈
- 법률 감수 : 노모토 가쿠지
- 기술 협력 : 히가시도리
- 미술 협력 : 액스
- 필름 프로세스 : IMAGICA
- 제작 : TBS, 제이 스톰, 쇼가쿠칸, 도호
- 제작 협력 : 세디쿠 인터내셔널, 드림 맥스 텔레비전
- 배급 : 도호

## 주제가
- 주제곡 : NEWS "태양의 눈물"
- 삽입곡 : 야마시타 토모히사 "안아줘 세뇨리타"

## 같이 보기
- 쿠로사기 : 원작 만화
- 쿠로사기 (드라마) : 2006년 TBS에서 방송된 텔레비전 드라마.